# Roberto González Echevarría
Roberto González Echevarría es un investigador cubano-estadounidense de la cultura y literatura latinoamericana. Es catedrático de la Universidad de Yale y miembro de la Academia Estadounidense de las Artes y las Ciencias.

## Investigación
Su libro Myth and Archive (Mito y Archivo) ganó el premio Katherine Singer Kovacs 1989-90 de la MLA y el Bryce Wood Book Awardand de Latin American Studies Association en 1992. Además, su libro The Pride of Havana recibió el Dave Moore Award como el Best Baseball Book de 2002. Su libro Love and the Law in Cervantes (2005) tuvo sus orígenes en sus conferencias dadas en Yale durante 2002.

## Libros
- Alejo Carpentier: The Pilgrim at Home (1977, 1990)
- The Voice of the Masters: Writing and Authority in Modern Latin American Literature (1985)
- Myth and Archive: A Theory of Latin American Narrative (1990, 1998)
- Celestina’s Brood: Continuities of the Baroque in Spanish and Latin American Literatures (1993)
- The Pride of Havana: A History of Cuban Baseball (1999)
- Crítica práctica, práctica crítica (2002)

- Editor, The Oxford Book of Latin American Short Stories (1997)
- Editor, Don Quixote: A Case Book (Oxford, 2005)
- Editor, Historia de la literatura hispanoamericana (Cambridge University) (Gredos, 2006)
- Coeditor, The Cambridge History of Latin American Literature (1996)
- Coeditor, Cuba: un siglo de literatura (1902-2002) (2004)